# O Carapuceiro

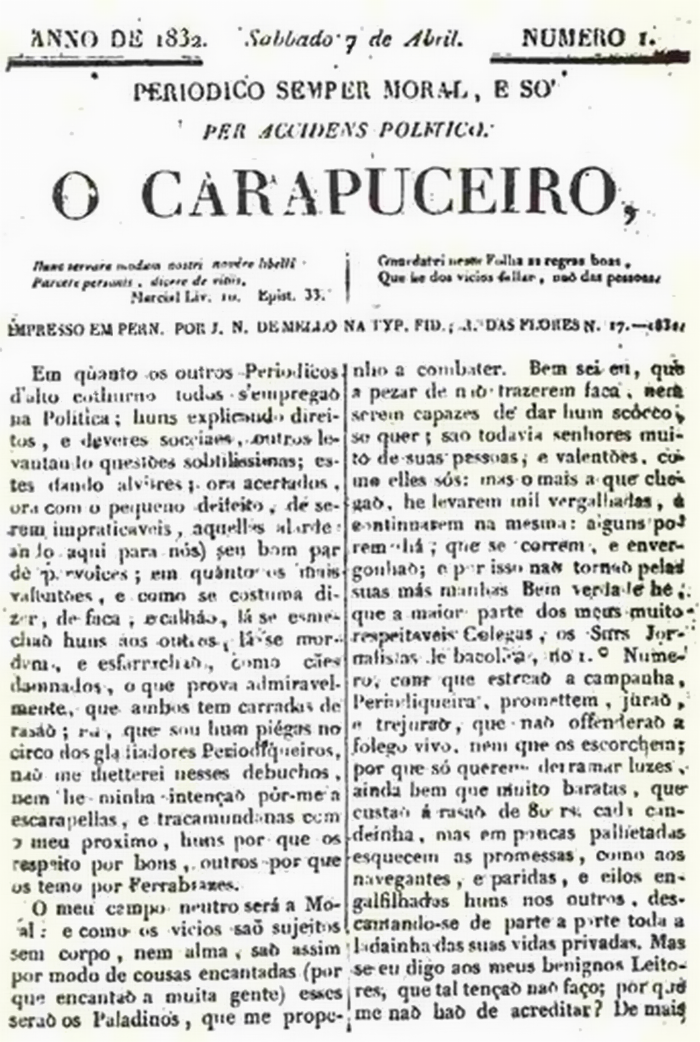
Primeiro número do pernambucano O Carapuceiro.

O Carapuceiro foi um periódico que circulou no Recife (Pernambuco) entre 7 de abril de 1832 e 28 de setembro de 1847.
Foi o segundo jornal pernambucano a exibir ilustração em sua primeira página, mais especificamente, em seu cabeçalho. Seu cabeçalho exibia a ilustração de uma loja de chapéus e um chapeleiro experimentando uma carapuça na cabeça de um corcunda.
Seu fundador (e único redator) foi o Frei Miguel do Sacramento Lopes Gama (Recife, 29 de setembro de 1793 - 9 de dezembro de 1852), que, por isso, passou a ser chamado Padre Carapuceiro.
Dizia Lopes Gama:

"Façam de conta que, assim como há lojas de chapéus, o meu periódico é fábrica de carapuças. As cabeças em que elas assentarem bem, fiquem-se com elas, se quiserem; ou rejeitem-nas, e andarão com a calva às moscas."
De periodicidade irregular, chegando a ser esporádica entre 1843 e 1847, tinha, do próprio Padre Carapuceiro, esta explicação:

"Em que dias certos sairá esse periódico? Sairá o pobrezinho quando Deus o ajudar, e conforme a generosidade que com ele quiserem ter os Padrinhos, que são os srs. Leitores."